# Wisen
Wisen – miejscowość i gmina w Szwajcarii, w kantonie Solura, w jednostce administracyjnej (Amtei) Olten-Gösgen, w okręgu Gösgen. Leży nad rzeką Aare.

## Demografia
W Wisen mieszkają 433 osoby. W 2021 roku 6,5% populacji gminy stanowiły osoby urodzone poza Szwajcarią. 